# JYP
JYP (tidigare JyP-77 och JyP HT) är en ishockeyklubb från Jyväskylä i Finland. Klubben grundades 1923 och nådde FM-ligan 1985. Sin första medalj fick man redan 1989. 2009 blev man för första gången finländska mästare, och man var också det första laget att vinna finalserien med 4-0. 2018 vann JYP sin första CHL efter en 2-0-seger emot Växjö Lakers. Dessutom är JYP den enda klubben utanför Sverige att vinna CHL.
JYP har sin hemmaplan i Synergia-areena, även kallad Hippos, den rymmer 4 365 åskådare och blev färdig 1982.

## Frysta nummer
- #10 Pertti Rastela
- #13 Riikka Sallinen (spelade i damlag, frysta i hela organisationen
- #19 Pentti Mikkilä
- #30 Risto Kurkinen

### Fotnoter
1. ↑  ”Koskinens JYP finska mästare”. Sundsvalls tidning. 15 april 2009. http://www.st.nu/sport/ishockey/koskinens-jyp-finska-mastare. Läst 21 mars 2017.
2. ↑  Hockeybladet.nu (6 februari 2018). ”ANALYS: CHL-Finalen 2018”. Hockeybladet.nu. https://hockeybladet.nu/klubbar/vlh/analys-chl-finalen-2018/. Läst 23 november 2019.